# Shamela Hampton
Shamela Dashay Hampton (Colorado Springs, 23 agosto 1987) è un'ex cestista statunitense.

## Carriera
Centro di 192 cm, ha giocato in Serie A1 femminile con Lucca e Orvieto.